# Saint-Maurice-la-Souterraine
Saint-Maurice-la-Souterraine este o comună în departamentul Creuse din centrul Franței. În 2009 avea o populație de 1.176 de locuitori.

## Evoluția populației
| An        | 1975  | 1982  | 1990  | 1999  | 2006  | 2009  |
| --------- | ----- | ----- | ----- | ----- | ----- | ----- |
| Populație | 1.117 | 1.082 | 1.089 | 1.048 | 1.165 | 1.176 |